# إيمازبير
الإيمازبير (بالإنجليزية: Imazapyr) عبارة عن مبيد أعشاب غير انتقائي يستخدم للسيطرة على مجموعة واسعة من الأعشاب بما في ذلك النباتات الحولية البرية والحشائش المعمرة والأعشاب العريضة، الأنواع الخشبية، والأنواع المائية الناشئة والنهرية.